# Thomas Mullen
Thomas Mullen (Providence, 1974) è uno scrittore statunitense.

## Biografia
Nato nel 1974 a Providence, vive ad Atlanta con la moglie e i figli.
Cresciuto a Barrington, nell'Illinois, ha conseguito un B.A. all'Oberlin College nel 1986.
Ha esordito nel 2006 con The Last Town on Earth ottenendo il James Fenimore Cooper Prize e in seguito ha pubblicato altri quattro romanzi spaziando dal romanzo storico al giallo.
Tra i riconoscimenti ottenuti, l'ultimo, in ordine di tempo è stato il Martin Beck Award del 2018 per il romanzo La città è dei bianchi.

## Opere

### Serie Darktown
- La città è dei bianchi (Darktown, 2015), Milano, Rizzoli, 2019 traduzione di Cristiano Peddis ISBN 978-88-17-14148-2.
- Lightning Men (2017)
- Midnight Atlanta (2020)

### Altri romanzi
- The Last Town on Earth (2006)
- The Many Deaths of the Firefly Brothers (2010)
- I revisionisti (The Revisionists, 2011), Milano, Il Saggiatore, 2012 traduzione di Gianni Pannofino ISBN 978-88-428-1769-7.

## Premi e riconoscimenti
- James Fenimore Cooper Prize: 2007 vincitore con The Last Town on Earth
- Martin Beck Award: 2018 vincitore con La città è dei bianchi